# Aasumetsa
Aasumetsa è un piccolo villaggio della contea di Lääne-Virumaa, in Estonia. Dal 2017 fa parte del comune di Haljala e stando ad un censimento del 2020 la sua popolazione ammontava a 4 residenti. Si trova sulla riva destra del fiume Loobu.